# Gradišče (gmina Sveti Tomaž)
Gradišče – wieś w Słowenii, w gminie Sveti Tomaž. 1 stycznia 2018 liczyła 49 mieszkańców.